# 柯街镇
柯街镇，是中华人民共和国云南省保山市昌宁县下辖的一个镇。

## 行政区划
柯街镇下辖以下地区：
华侨社区、柯街村、大地村、松林村、腊邑村、沙坝村、联合村、立斯达村、玉地里村、仙岳村、扁瓦村和芒赖村。